# Amischa colonia
Amischa colonia är en skalbaggsart som beskrevs av Thomas Casey 1910. Amischa colonia ingår i släktet Amischa och familjen kortvingar. Inga underarter finns listade i Catalogue of Life.